# Perlongipalpus
Perlongipalpus is een geslacht van spinnen uit de familie hangmatspinnen (Linyphiidae).

## Soorten
De volgende soorten zijn bij het geslacht ingedeeld:
- Perlongipalpus mannilai Eskov & Marusik, 1991
- Perlongipalpus mongolicus Marusik & Koponen, 2008
- Perlongipalpus pinipumilis Eskov & Marusik, 1991
- Perlongipalpus saaristoi Marusik & Koponen, 2008